# 加藤竜馬
加藤 竜馬（かとう りゅうま, 1989年7月26日 - ）は、兵庫県神戸市出身の元フットサル選手、指導者。栃木シティフットサルクラブ監督。元フットサル日本代表。
2023/2024シーズンまでの13年間、Fリーグの第一線で活躍し、2013年からプレーしていたバルドラール浦安では「ミスター・バルドラール」として愛された。
元ヴィッセル神戸監督の加藤寛は父。フットサル日本女子代表でアルコイリス神戸所属の加藤正美は妹。

## 経歴
父親の加藤寛がヴィッセル神戸で働いていたこともあり、幼稚園の頃にサッカーを始めた。第4種年代では神戸フットボールクラブボーイズ、第3種年代ではヴィッセル神戸ジュニアユース、第2種年代では神戸弘陵学園高校、高校卒業後は関西社会人サッカーリーグ1部の神戸フットボールクラブ・シニアAでプレー。
高校卒業後にフットサルに出会い、デウソン神戸アスピランチに加入。2012年まではデウソン神戸のトップチームでプレーした。2012年に関東フットサルリーグのバルドラール浦安セグンドに移籍し、2012-13シーズンは背番号30を付けてセグンドでプレー。2013年11月に特別指定選手登録されてトップチームでもプレーし、2013-14シーズンはFリーグで14試合出場2得点を記録。2014年に正式にトップチームに昇格し、背番号8。2014年8月、日本代表候補に初選出された。12月19日のクロアチア代表戦（駒沢体育館）でデビューして初ゴールも決めた。
2018/2019シーズンより、背番号10となり、チームキャプテンを務めている。
2019年7月19日、ペスカドーラ町田戦でFリーグ通算200試合出場を達成し、2023年9月にはFリーグ通算300試合出場を達成した。
2023年11月、2023/2024シーズンでの引退を発表した。
選手としてプレーする傍ら、2008年からはフットサル指導者としても活動。2012年からは浦安のスクール、2022年からは浦安のテルセーロの指導もしていた。浦安からの退団後の2024年4月20日、SHINAGAWA CITY FUTSAL CLUBの提携クラブである、関東リーグ2部・栃木シティフットサルクラブの監督に就任することが発表された。

## 所属クラブ
サッカー
- 神戸フットボールクラブボーイズ
- 2002-2004 ヴィッセル神戸ジュニアユース
- 2005-2007 神戸弘陵学園高校
- ????-???? 神戸フットボールクラブシニアA（関西1部）

フットサル
- ????-2010 デウソン神戸アスピランチ
- 2010-2012 デウソン神戸
- 2012-2014 バルドラール浦安セグンド
- 2013-2024 バルドラール浦安

## 指導クラブ
- 栃木シティフットサルクラブ（関東2部）

## 個人成績
| 国内大会個人成績 | 国内大会個人成績 | 国内大会個人成績 | 国内大会個人成績 | 国内大会個人成績 | 国内大会個人成績 | 国内大会個人成績 | 国内大会個人成績 | 国内大会個人成績 | 国内大会個人成績 | 国内大会個人成績 | 国内大会個人成績 |
| 年度             | クラブ           | 背番号           | リーグ           | リーグ戦         | リーグ戦         | リーグ杯         | リーグ杯         | オープン杯       | オープン杯       | 期間通算         | 期間通算         |
| 年度             | クラブ           | 背番号           | リーグ           | 出場             | 得点             | 出場             | 得点             | 出場             | 得点             | 出場             | 得点             |
| 日本             | 日本             | 日本             | 日本             | リーグ戦         | リーグ戦         | オーシャン杯     | オーシャン杯     | 全日本選手権     | 全日本選手権     | 期間通算         | 期間通算         |
| ---------------- | ---------------- | ---------------- | ---------------- | ---------------- | ---------------- | ---------------- | ---------------- | ---------------- | ---------------- | ---------------- | ---------------- |
| 2010-11          | 神戸             |                  | Fリーグ          | 14               | 0                |                  |                  |                  |                  |                  |                  |
| 2011-12          | 神戸             |                  | Fリーグ          | ??               | ?                |                  |                  |                  |                  |                  |                  |
| 2012-13          | 浦安セグンド     | 30               | 関東1部          | ??               | 2                |                  |                  |                  |                  |                  |                  |
| 2013-14          | 浦安             | 24               | Fリーグ          | 14               | 2                | 1                | 0                | 4                | 4                |                  |                  |
| 2014-15          | 浦安             | 8                | Fリーグ          | 32               | 12               | 1                | 1                | 6                | 5                |                  |                  |
| 2015-16          | 浦安             | 8                | Fリーグ          | 33               | 15               | 2                | 0                | 6                | 2                |                  |                  |
| 2016-17          | 浦安             | 8                | Fリーグ          | 32               | 18               | -                | -                | 4                | 4                |                  |                  |
| 2017-18          | 浦安             | 8                | Fリーグ          | 31               | 13               | 4                | 1                | 6                | 2                | 41               | 16               |
| 2018-19          | 浦安             | 10               | Fリーグ(F1)      | 33               | 20               | 2                | 1                | 3                | 1                | 38               | 22               |
| 2019-20          | 浦安             | 10               | Fリーグ(F1)      | 32               | 12               | 2                | 0                |                  |                  |                  |                  |
| 通算             | 日本             | 日本             | Fリーグ(F1)      |                  |                  |                  |                  |                  |                  |                  |                  |
| 通算             | 日本             |                  |                  |                  |                  |                  |                  |                  |                  |                  |                  |
| 総通算           |                  |                  |                  |                  |                  |                  |                  |                  |                  |                  |                  |

(2020年01月13日終了時点)